# 則沢川
則沢川（そくさわがわ）は、静岡県静岡市葵区を流れる二級河川で、長尾川の支川。

## 地理
竜爪山（静岡市葵区平山）の登山ルートの内、『則沢口』付近を源流とし、約1.8km流下して県道261号（通称：竜爪街道）沿いで長尾川右岸に合流する。
長尾川本川と同様、流域は崩れやすい地質の為、大きな岩が散在する渓流を成している。

## 周辺の施設
上流左岸に北沼上第三配水池（静岡市の上水道施設）がある。
川沿いの集落に沿って、上流から「則沢」「則沢下」「大平山入口」の三ヶ所のバス停が設けられている。（いずれもしずてつジャストラインが運行する「りゅうそう号デマンドバス」のバス停）
長尾川との合流点付近には、則沢部会公民館、白髭神社、第26分団消防会館がある。

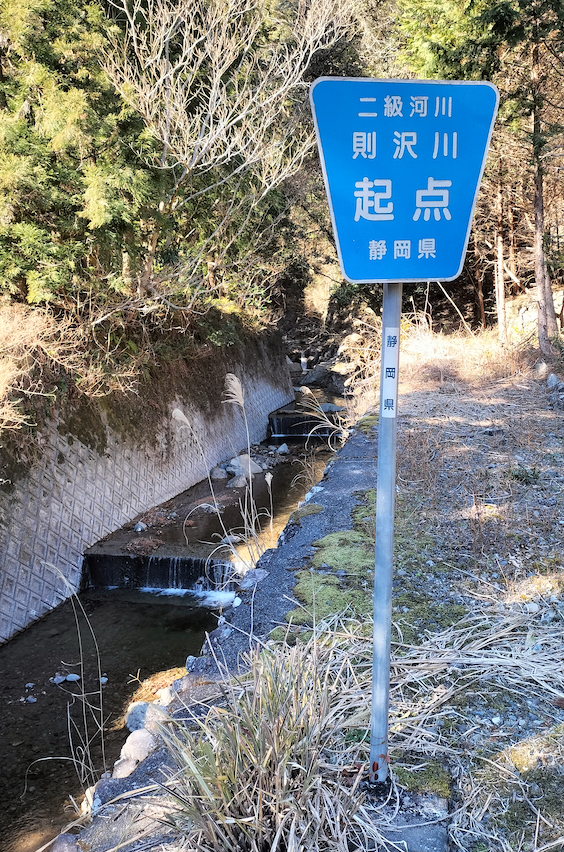
則沢川起点（静岡市葵区北沼上 2023年1月撮影）
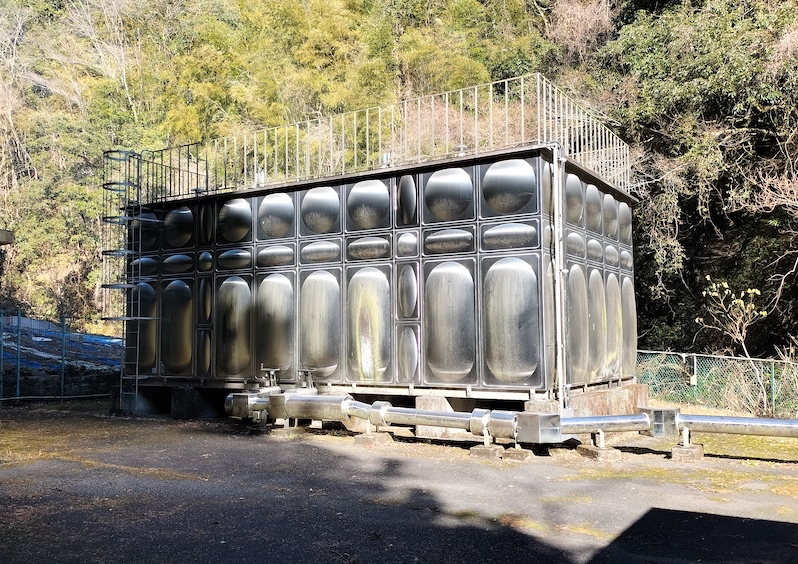
北沼上第三配水池（静岡市葵区北沼上 2023年1月撮影）
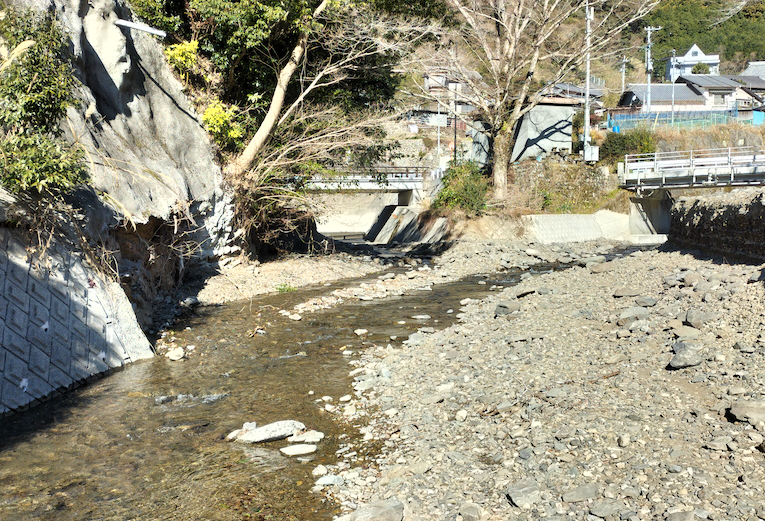
則沢川（左）と長尾川（右）の合流点（静岡市葵区平山 2023年1月撮影）
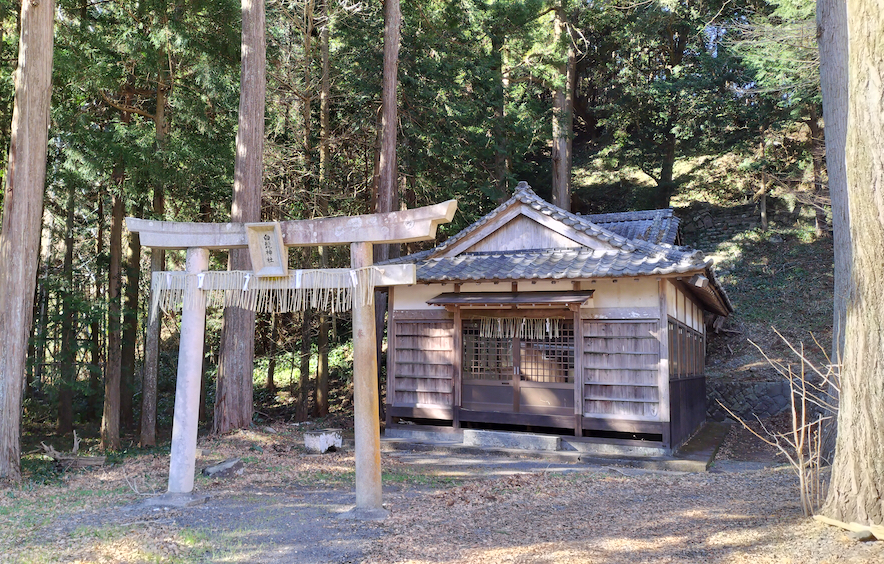
白髭神社（静岡市葵区北沼上 2023年1月撮影）